# 8-ма гвардійська штурмова авіаційна дивізія (СРСР)
8-ма гвардійська штурмова Полтавська Червонопрапорна ордена Богдана Хмельницького авіаційна дивізія — авіаційна дивізія, авіаційне з'єднання ВПС РСЧА в часи німецько-радянської війни.

## Історія з'єднання
Дивізія сформована в червні 1942 року як 266-та винищувальна авіаційна дивізія. В діючій армії з 9 червня 1942 року. Восени 1942 року переформована в штурмову. Входила до складу 1-го штурмового авіакорпусу (з 05.02.1944 — 1-й гвардійський).
З'єднання відзначилося в боях за визволення Полтави. В ознаменування звільнення Полтави наказом Верховного головнокомандувача від 23 вересня 1943 року № 22 266-та штурмова авіадивізія удостоєна почесного найменування «Полтавська».
За стійкість і масовий героїзм особового складу, проявлені в Битві на Курській дузі і в боях за визволення України, 5 лютого 1944 року Наказом НКО СРСР № 016 боях 266-та штурмова авіадивізія була перейменована у 8-му гвардійську штурмову авіаційну дивізію.
Бойовий шлях дивізії в складі 1-го гвардійського штурмового Кіровоградсько-Берлінського Червонопрапорного орденів Суворова і Кутузова авіаційного корпусу склав 4500 кілометрів, починаючи від Москви і до Праги. При цьому жоден полк не виводився за весь час бойових дій на відпочинок і переформування. За бойові заслуги дивізія була нагороджена орденом Червоного Прапора і орденом Орденом Богдана Хмельницького. Війну дивізія закінчила 11 травня 1945 року.

## Бойовий склад
- 15-й винищувальний авіаполк (09.06.1942 — 25.08.1942),
- 239-й винищувальний авіаполк (10.06.1942 — 24.08.1942),
- 252-й винищувальний авіаполк (01.07.1942 — 30.08.1942),
- 274-й винищувальний авіаполк (09.06.1942 — 01.09.1942),
- 438-й винищувальний авіаполк (10.08.1942 — 25.08.1942),
- 133-й винищувальний авіаполк (вересень — грудень 1942),
- 66-й (140-й гвардійський) штурмовий авіаполк (17.06.1942 — 11.05.1945),
- 673-й (142-й гвардійський) штурмовий авіаполк (17.06.1942 — 11.05.1945),
- 735-й (143-й гвардійський) штурмовий авіаполк (17.06.1942 — 11.05.1945),

## Командири дивізії
- полковник Осадчий Олександр Петрович (08.06.1942 — 21.08.1942),
- полковник Родякін Федір Григорович (30.08.1942 — 05.06.1944),
- підполковник Фетисов Олексій Степанович (12.06.1944 — 31.08.1944)
- підполковник Шундрика Володимир Павлович (01.09.1944 — 11.05.1945, з 21.02.1945 — полковник).

## Герої Радянського Союзу
- Алехнович Євген Антонович — гвардії старший лейтенант, командир ескадрильї 142-го гвардійського штурмового авіаційного полку (Указ ПВР СРСР від 27.06.1945).
- Кирток Микола Наумович — гвардії старший лейтенант, командир ескадрильї 140-го гвардійського штурмового авіаційного полку (Указ ПВР СРСР від 27.06.1945).
- Фаткуллін Анвар Асадуллович — гвардії старший лейтенант, заступник командира ескадрильї 140-го гвардійського штурмового авіаційного полку (Указ ПВР СРСР від 10.04.1945).